# Tànger
Tànger (àrab: طنجة, Ṭanja; amazic estàndard marroquí: ⵟⴰⵏⵊⴰ) és una ciutat del nord del Marroc a les costes de l'estret de Gibraltar, capital de la regió de Tànger-Tetuan.

## Història
D'acord amb la mitologia amaziga, Tànger fou construïda pel fill de Tinge anomenat Sòfax. Tinjis era l'esposa de l'heroi amazic Antaius (en grec Anteu o Anteos). Les llegendes gregues atribueixen la fundació de la ciutat al gegant Anteu, i la seva tomba es trobaria a prop de la ciutat. A pocs kilòmetres de la ciutat hi ha la gruta anomenada d'Hèracles, una de les majors atraccions turístiques regionals per la seva relació amb la mitologia grega. Diuen que Hèracles hi va dormir abans de començar una de les seves dotze tasques.
Fundada pels antics fenicis als voltants de l'any 1450 aC, fou anomenada Tangis pels cartaginesos, al llarg de la seva història va tenir altres noms com Tenga, Tinga o Titga, segons registres de l'antiga Grècia i fonts llatines. Les excavacions arqueològiques han confirmat la presència fenícia però s'hauria tractat només d'una base pels seus viatges, ja que el verdader establiment no apareix fins al final del segle v aC i fou obra dels cartaginesos que el van anomenar Tingis. A la caiguda de Cartago el 146 aC la ciutat, com la resta de les possessions cartagineses, van passar a Roma.

### Domini romà
El nom romà de Tànger fou també Tingis. Els romans es van establir a Mauritània després de la tercera guerra púnica (146 aC) quan les possessions cartagineses a la zona van passar a Roma, però eren llocs puntuals, punts de comerç a la costa. L'interior estava governat pels reis del poble nadiu dels maurs o maures. Els reis foren hostils als pompeians i van aconseguir mantenir el poder. Vers el 50 aC Boccus II i Bogud II es van repartir el país i el primer va governar la part oriental i el segon l'occidental, que incloïa el rerepaís de Tingis; Juli Cèsar els va confirmar com a reis el 49 aC. Boccus (que es va estendre a Numídia) fou partidari d'Octavi August mentre Bogud ho fou de Marc Antoni. Mentre Bogud era a Hispània son germà es va apoderar del seu regne amb la regió de Tingis; després de la derrota de Marc Antoni el 31 aC a Àccium, Boccus II fou reconegut per August com a rei de tota Mauritània, però li va exigir la restitució de la part de Numídia que havia adquirit entre el 48 aC i el 45 aC ja (on va restaurar a Juba II, fill del rei Juba I, al que va casar amb Cleòpatra Selene, filla de Marc Antoni i Cleòpatra VII). Boccus II va morir vers el 29 aC sense fills ni hereus reconeguts, i el regne fou declarat província romana, però al cap de poc, vers el 25 aC, August el va restaurar i el va entregar a Juba II i Cleòpatra Selene a canvi de renunciar al regne de Numídia que fou annexionat. Juba II va morir vers l'any 23 i el va succeir el seu fill Ptolemeu de Mauritània. El 40 aC fou cridat a Roma per Cal·lígula i va deixar el govern a Edemó. Cal·lígula el va fer matar per apoderar-se de les seves riqueses. Edemó fou privat del regne l'any 42 i l'emperador Claudi el va convertir en dues províncies separades pel riu Muluya (Mulucha): a l'oest la Mauritània Tingitana (Mauretania Tingitana) i a l'est la Mauritània Cesariense (Mauretania Cesariensis) províncies imperials. Tingis que era una ciutat lliure, va esdevenir amb Claudi una colònia romana (38) i fou la capital de la província de Mauritània Tingitana sent coneguda com a Colònia Júlia Tingitana.

### Vàndals i romans d'Orient
Genseric, el rei vàndal, va travessar l'estret de Gibraltar (maig del 429) amb entre 50.000 i 80.000 homes i dones per prendre possessió de les províncies romanes del nord d'Àfrica. Va rebre el suport dels amazics i dels donatistes, i amb la seva cooperació va assolar el país i va causar greus danys a Mauritània. El comte Bonifaci d'Àfrica, abans revoltat i que havia cridat als vàndals, mentrestant s'havia reconciliat amb la cort romana, i va negociar la seva retirada, però Genseric va prosseguir la seva incursió, ja no com a aliat (si és que mai ho havia estat), sinó com a invasor, aprofitant-se de les discòrdies civils i de l'acció de la secta dels donatistes. Els vàndals potser van restar a la Tingitana i vans seguir cap a les altres províncies africanes. La situació de la Tingitana entre el 429 i el 534 és incerta. En aquesta darrera data els romans d'Orient van ocupar les posicions claus i encara es van estendre després cap a Hispània. La major part de la regió va quedar en mans dels amazics però Tingis va quedar en poder dels romans d'Orient i segurament governada per un comes que podria ser grec o amazic. Sembla que Olban governava Tingis i Septem el 710 quan van arribar els àrabs que van ocupar la primera. S'ha discutit molt si Olban (el comte Don Julián de la llegenda castellana) era grec o amazic (però en ambdós casos actuant en nom de l'Imperi Romà d'Orient) o si era visigot (mantenir certes relacions amb els visigots, a pocs quilòmetres del seu govern, tot i ser governador romà d'Orient, seria una cosa natural, menys probable és que fos governador per compte dels reis de Toledo)

### Conquesta àrab
Tànger fou conquerida per Musa ibn Nusayr el 710 i va ser anomenada Tanja, pels àrabs. El seu lloctinent, Tàriq ibn Ziyad, en fou nomenat governador. El 711 Tàriq iniciava la conquesta del regne visigot. Conquerida Toledo, Tànger va quedar en posició privilegiada entre els dos governs. Els governadors omeies del Magreb van residir a Tànger. Les revoltes kharigites es van generalitzar a la meitat del segle. Al final del segle Idrís ibn Abd-Al·lah ibn al-Hàssan ibn al-Hàssan ibn Alí ibn Abi-Tàlib, més conegut com a Idrís al-Àkbar (Idris el Gran) o Idrís I, després de la derrota i mort del seu nebot l'alida Sahib Fakkh a Fakhkh, prop de la Meca l'11 de juny de 786, s'hi va refugiar el (787) però va passar tot seguit a Walili (Volúbilis) ciutat fundada pels romans prop de Meknès on fou acollit pels amazics de la regió manat pel cap de la tribu dels awraba, Abu-Layla Ixaq ibn Muhàmmad ibn Abd-al-Hàmid (9 d'agost de 788) i al cap de sis mesos el cap de la tribu el va fer proclamar imam sobirà, el divendres 5 de febrer del 789. Va seguir la història general del Marroc i encara que va mantenir una certa importància en les seves relacions amb l'Àndalus, fou superada per Ceuta (antiga Septem, àrab Sabta)

### Domini portuguès
Després de la conquesta de Ceuta pels portuguesos el 21 d'agost de 1415, Tànger va entrar en els objectius portuguesos. L'any 1437 fracassava una expedició d'Enric el Navegant; Tànger fou defensada per Salah ibn Salah, senyor de Tànger i d'Asilah. El 1464, sota el regnat d'Alfons V de Portugal, Luiz Méndez de Vasconcellos al front de la flota portuguesa intenta novament la conquesta sense èxit. Finalment, el 28 d'agost de 1471, la ciutat fou ocupada per les tropes d'Alfons V i En Joan, fill del Duc de Bragança, quedant sota domini de Portugal fins a l'any 1661.

### Domini britànic
Amb la fi d'assegurar la seva aliança amb Anglaterra, els portuguesos negociaren la boda de la Infanta Caterina de Bragança, filla de la Reina Mare Lluïsa de Bragança, amb el Rei Carles II d'Anglaterra, passant Tànger a ser part de la dot que aportà la infanta al casament (1661). El rei Carles II declarava al Parlament: «L'adquisició de Tànger s'ha de considerar com una joia d'incalculable valor per la Corona Britànica». Els britànics en van prendre possessió al començament del 1662. La intenció era fortificar-la i van construir una mole el 1663 però els constants atacs dels mujahidins amazics van tenir bloquejada la població (uns 3.000 habitants la meitat soldats) amb poc contacte amb el rerepaís; un dels caps de la gihad fou al-Khadir Ghaylan dels Banu Gurfat; els anglesos van començar a pensar seriosament a evacuar el lloc; el 1666 Ghaylan va acceptar una treva amb els anglesos per fer front al nou perill alauita. Els anglesos van després intentar negociar amb Mulay Ismail (1672-1727) però aquest es va mostrar intractable. Finalment el febrer de 1684 els anglesos van optar per l'evacuació, van destruir la fortalesa i es van retirar.

### Govern alauita
Ismail va donar el govern a Ali ibn Abd Allah al-Tamsamani que negociaria amb les potències estrangeres i repoblaria la regió amb gent del Rif; Ali va morir el 1714 i el va succeir el seu fill el paixà Ahmed ibn Ali que va aprofitar la decadència alauita per esdevenir un senyor local autònom que de fet anava de Tànger a Oudja. Va ser mort quan va intentar ocupar Fes el 1743, pel sultà Mulay Abd Allah ben Ismail. Mulay Muhammad III ibn Abd Allah ibn Ismail al-Khatib (1757-1790) hi va instal·lar una guarnició de negres. En la segona meitat del segle xviii i el segle xix la família d'Ahmad ibn Ali va ocupar diverses vegades el govern de la ciutat i la seva regió. A partir del 1845, havent agafat importància, el sultà va decidir nomenar-hi un naib (delegat) amb funcions diplomàtiques. A la meitat del segle el 20% del comerç del regne passava per Tànger. El tractat anglo-marroquí de 1856 va abolir els monopolis de l'estat i això va disparar el negoci europeu a la ciutat, i es van crear bancs i desenvolupar el comerç marítim. La població va passar de 5.000 habitants el 1810 a 20.000 el 1878 (una cinquena part jueus). El 1860 els europeus eren 700 (el 1832 només eren 200). Entre 1856 i 1863 es van signar diversos convenis comercials amb potències europees. El 1900 els europeus a la ciutat eren uns cinc mil. A Tànger un consell dels cònsols europeus fou creat per vigilar les condicions higièniques i evitar epidèmies; els primers diaris del Marroc van aparèixer a la ciutat (Times of Morocco el 1870 i Le Reveil el 1883). La resistència nacional va agafar un caràcter armat en alguns moments i el xerif Ahmad al-Raysuni va atacar Tànger el 1903 i el 1904 agafant ostatges occidentals com el grecoamericà Ian Perdicaris o l'anglès Walter Harris. El 1905 l'emperador alemany Guillem II hi va desembarcar per fer valdre els drets dels alemanys al Marroc que l'Entente franco-anglesa de 1904 havia confiat a França. El tractat de protectorat de 1912 deixava a Tànger en situació especial per la seva posició estratègica i comercial.

### Condomini
El 24 de juny de 1925, Bèlgica, Espanya, Estats Units, França, Països Baixos, Portugal, el Regne Unit i la Unió Soviètica van firmar un acord (Conferència d'Algesires) pel que s'establia el condomini d'aquest països sobre Tànger. Poc després (1928) s'hi incorporaria també Itàlia.

### Domini Espanyol
Des del 14 de juny de 1940 fins al 1945, Tànger fou ocupada per les tropes espanyoles. Aquesta situació no fou acceptada per cap país amb l'excepció del Tercer Reich, que envià un cònsol. Amb l'avenç de l'exèrcit aliat, les tropes espanyoles es retiren de Tànger i la ciutat torna a ser un condomini. El 1952 tenia 164.000 habitants.
Amb la independència del Marroc concedida pel govern de Franco el 20 d'octubre de 1956 s'inicia un procés polític que culmina amb el reconeixement internacional de l'annexió de Tànger a aquest país, el 18 d'abril de 1960. La ciutat va patir llavors una greu crisi econòmica per la fuita de capital estranger. El 1982, a causa de l'èxode rural, va arribar als 293.000 habitants una bona part vivint als barris perifèrics de Banu Makada, Dradeh i Souani.

## Educació
L'oferta educativa de Tànger, disposa de cinc tipus diferents de sistemes: el marroquí, el britànic, l'espanyol, el francès i el nord-americà. Cada un d'aquests sistemes té cursos des de preescolar fins al 12è any (batxillerat o high school diploma).

### Centres d'ensenyament secundari internacionals
- The American School of Tangier
- Lycée Regnault (Francès)
- Instituto Severo Ochoa (Espanyol)
- English College of Tangier
- Escola turca Mohammed Fatih de Tànger
- Tangier Anglo Moroccan School

## Persones il·lustres
- Hicham Hamdouchi (1972), Gran Mestre d'escacs
- Alexandre Rey Colaço (1854-1928) compositor musical portugués.
- Alí Rich (1961), escriptor

## Tànger a la literatura
- Jour de silence à Tanger de Tahar Ben Jelloun.
- Naked Lunch de William S. Burroughs.
- Le pain nu de Mohamed Choukri.
- Rosa Mystica de Carlos Varo.
- Interzone de Burroughs — visió fictícia de Tànger.
- The Loom of Youth d'Alec Waugh — una novel·la autobiogràfica
- Two Tickets to Tangier per Francis Van Wyck Mason, novel·lista i historiador nord-americà.
- Modesty Blaise — Ficció còmica.
- Carpenter's World Travels: from Tangier to Tripoli — guia turística per Frank G. Carpenter (1927).
- Let it Come Down de Paul Bowles (1952) — novel·la ambientada en temps de la Ciutat Internacional.
- La vida perra de Juanita Narboni, de Ángel Vázquez. Barcelona, Planeta, 1976. Bcn, Seix Barral, 1982.
- Viajes por Marruecos, de Domingo Badía y Leblich, també conegut com a "Alí Bey", viatger i espia nascut a Barcelona.
- Descriu Tànger a començament del s. XIX.
- El Jardín (Al Bustán), de Sonia García Soubriet. Ed. 451 Editores.
- El Alquimista de (Paulo Coelho)
- El ciego de Sevilla de Robert Wilson (RBA Editores)
- El año que viene en Tánger, novela de Ramón Buenaventura, Editorial Debate, 1998.
- Tánger. La Ciudad Internacional, de Rocio Rojas Marcos Ed. Almed, 2009.
- Haikais i zajals dedicats a Tànger i a Tetuan a "2012: Antologia Poètica" de Llorenç Vidal, Edit. Tántalo.
- La emperatriz de Tánger. Barce, Sergio. ed. del Genal 2015
- El libro de las palabras robadas. Barce, Sergio. Ed. Del Genal 2016
- Malabata. Barce, Sergio. Ed. del. Genal 2019